# Ruff Ryders Entertainment
Ruff Ryders Entertainment fue una discográfica y dirección de empresas con sede en Nueva York, especializada en música hip hop. Fue fundada en 1988 por Chivon Dean y sus hermanos Dee y Waah, tíos del productor Swizz Beatz. 
Ruff Ryders se hizo popular con la aparición del famoso rapero 
DMX (rapero), que se convirtió en una estrella multiplatino de Def Jam, en la década de 1990. Tras el éxito de DMX, la compañía comenzó la gestión de su sello en su marca propia a través de Interscope Records, y tuvo éxito con los artistas fichados como la rapera Eve, el ex Bad Boy Records, el grupo The LOX y su principal rapero Jadakiss, Drag-On, y el recién llegado Jin, ganador de la batalla de Mc's BET's 106 & Park Freestyle.
Swizz Beatz es el principal productor de la mayoría de las producciones de Ruff Ryders. En 2001, Cassidy firmó por la etiqueta a través de Swizz Beatz junto con el artista de Full Surface, Yung Wun. 
Ahora último los Ruff Ryders originales se vuelven a reunir ya que Jadakiss y Swizz Beatz invitaron a Drag-On, Eve, Styles P, Sheek Louch y DMX, que acaba de salir de la cárcel, para el remix de "Who's Real?". Un nuevo álbum está por venir se rumorea que será lanzado en el 2010.

## Artistas
- The L.O.X. (Ruff Ryders/D-Block/Bad Boy Records)
  - Jadakiss (Ruff Ryders/Roc-A-Fella/D-Block/Def Jam)
  - Styles P (Ruff Ryders/E1 Music/D-Block)
  - Sheek Louch (Ruff Ryders/E1 Music/D-Block)
- DMX (Ruff Ryders/Bodog Music/Bloodline Records)
- Drag-On (Ruff Ryders/Full Surface Records/Hood Environment)
- Grizz Roc (Ruff Ryders)
- Flashy (Ruff Ryders/Hard Work)
- Swizz Beatz (Ruff Ryders/Full Surface/Universal Records)
- Lynne Timmes (aka LT) (Ruff Pop)
- Eve (Ruff Ryders/Full Surface/Geffen)
- Kartoon (Ruff Ryders)
- Infa-Red & Cross

## Discográficas fundadas por artistas de Ruff Ryders
- D-Block Records  Founded By Jadakiss, Styles P & Sheek Louch
- Bloodline Records  Founded By DMX
- Full Surface  Founded By Swizz Beatz
- Hood Environment Entertainment Founded By Drag-On

## Producciones
DMX
- It's Dark and Hell Is Hot (1998)
- Flesh of My Flesh, Blood of My Blood (1998)
- ...And Then There Was X (1999)
- The Great Depression (2001)
- Grand Champ (2003)
- Year of the Dog... Again (2006)
- The Definition of X: The Pick of the Litter (Greatest Hits) (2007)

Drag-On
- Opposite of H2O (2000)
- Hell and Back (2004)

Eve
- First Lady (1999)
- Scorpion (2001)
- Eve-Olution (2002)
- Flirt (2009)

Jadakiss
- Kiss tha Game Goodbye (2001)
- Kiss of Death (2004)
- The Last Kiss (2009)

Styles P
- A Gangster and a Gentleman (2002)
- Time Is Money (2006)
- The Ghost Sessions (2007)
- Super Gangster, Extraordinary Gentleman (2007)

Sheek Louch
- Walk witt Me (2003)
- After Taxes (2005)
- Silverback Gorilla (2008)

The L.O.X.
- Money, Power & Respect (1998)
- We Are the Streets (2000)
- New L.O.X. Order (2009)

Jin
- The Rest Is History (2004)

Ruff Ryders
- Ryde or Die Vol. 1 (1999)
- Ryde or Die Vol. 2 (2000)
- Ryde or Die Vol. 3: In the "R" We Trust (2001)
- The Redemption Vol. 4 (2005)

Swizz Beatz
- Presents G.H.E.T.T.O. Stories (2002)
- One Man Band Man (2007)
- Life After the Party (2009)

Cassidy
- Split Personality (2004)
- I'm a Hustla (2005)
- B.A.R.S. The Barry Adrian Reese Story (2007)

Yung Wun
- The Dirtiest Thirstiest (2004)